# Касас Регейро, Хулио
Ху́лио Ка́сас Реге́йро (исп. Julio Casas Regueiro; 18 февраля 1936 — 3 сентября 2011) — кубинский политик, генерал. Бывший заместитель председателя Государственного совета Кубы, министр Революционных вооружённых сил (РВС). Герой Республики Куба (2001) и Герой Труда Республики Куба (2011, посмертно).

## Биография
Хулио Касас Регейро родился 18 февраля 1936 года. Вырос в сельской семье среднего класса, учился в столице провинции Орьенте (до 1905 года — Сантьяго-де-Куба). Работал в продуктовом магазине, затем в банке. В июне 1957 года Касас отказался от карьеры сотрудника банка и вернулся в поместье своих родителей в деревне Бомби (ныне в муниципалитете Сальвадор), где вступил в контакт с вооружённым движением Фиделя Кастро. После того, как в марте 1958 года брат Фиделя, Рауль Кастро создал боевую группу Segundo Frente Oriental, Касас присоединился к ней и стал одним из ближайших соратников Рауля и его личным адъютантом.
В 1959 году Хулио Касас Регейро принимал участие в кубинском революционном движении, приведшем Фиделя Кастро к власти. После победы революции 1 января 1959 года был первым адъютантом начальника Национальной революционной полиции. В январе 1960 года был назначен начальником отдела закупок при Министерстве обороны.
Высшее военное образование получил в СССР в Военной академии Генерального штаба Вооружённых сил Российской Федерации. С 1969 года был заместителем Министра Революционных вооружённых сил Кубы. В конце 1970-х годов являлся руководителем кубинской военной миссии в Эфиопии. С 1986 года был членом Государственного совета Кубы.
24 февраля 2008 года был назначен одним из вице-президентов Кубы и министром обороны, сменив на этом посту Рауля Кастро, который стал Председателем Государственного совета Кубы.
Касас был одним из основателей Коммунистической партии Кубы (КПК), делегатом всех партийных съездов, членом ЦК, на четвёртом съезде партии избран в члены Политбюро КПК. Кроме того, с 1981 года был членом Национального собрания.
Старший брат Хулио Касаса, Сене (1934—1996, Senén Casas Regueiro) также принимал участие в революционном движении, впоследствии был генералом, министром транспорта, членом Государственного совета, членом Национального собрания и членом ЦК КПК.
Хулио Касас Регейро скончался 3 сентября 2011 года от сердечной недостаточности. В связи с кончиной министра на Кубе объявлялся трехдневный траур. Его тело было кремировано и перевезено в мавзолей Второго восточного фронта «Франк Паис», где захоронено с воинскими почестями.
Хулио Касас Регейро имеет звание Героя Республики Куба, присвоенное ему 16 апреля 2001 года в честь 40-й годовщины победы под Плайя-Хирон. Также ему посмертно присвоено звание Героя Труда Республики Куба (2011).